# Liste der denkmalgeschützten Objekte in Feistritz im Rosental
Die Liste der denkmalgeschützten Objekte in Feistritz im Rosental enthält die 13 denkmalgeschützten, unbeweglichen Objekte der Gemeinde Feistritz im Rosental.

## Denkmäler
| Foto |                 | Denkmal                                                                                        | Standort                                                                    | Beschreibung | Metadaten |
| ---- | --------------- | ---------------------------------------------------------------------------------------------- | --------------------------------------------------------------------------- | --- | --- |
| ja   | Datei hochladen | Hammerherrenhaus HERIS-ID: 111525 Objekt-ID: 129420seit 2013                                   | Bären Industriepark 1 (Hammerherrenhaus) Standort KG: Feistritz im Rosental | | BDA-Hist.: Q37824483 Status: Bescheid Stand der BDA-Liste: 2025-06-30 Name: Hammerherrenhaus GstNr.: .49/1 Hammerherrenhaus, Feistritz im Rosental                                                     |
| ja   | Datei hochladen | Schloss Gößnitzerhof HERIS-ID: 16069 Objekt-ID: 12323                                          | Am Kraigherweg 27 Standort KG: Feistritz im Rosental                        | Der Gößnitzerhof wurde urkundlich zum ersten Mal im 15. Jahrhundert erwähnt (Georg von Rottal zu Talberg). Es diente ab dem 16. Jahrhundert als Gewerksgebäude und wurde im 18. Jahrhundert zu einem langen, zweigeschoßigen Bauwerk ausgebaut. Während der Kriege zwischen Frankreich und Österreich wurde es im Jahr 1813 stark beschädigt, jedoch wiederaufgebaut, durch Zubauten erweitert und modernisiert. | BDA-Hist.: Q37806978 Status: Bescheid Stand der BDA-Liste: 2025-06-30 Name: Schloss Gößnitzerhof GstNr.: .83/1 Schloss Gößnitzerhof                                                                    |
| ja   | Datei hochladen | Bahnhof, Aufnahmsgebäude HERIS-ID: 16070 Objekt-ID: 12324                                      | Hauptstraße 83 Standort KG: Feistritz im Rosental                           | Das Bahnhofsgebäude wurde 1906 errichtet. Das Hauptgebäude ist als zweigeschoßiger Quertrakt ausgeführt, an dem sich beidseitig eingeschoßige Längstrakte anschließen. Das Gebäude wird von einem Krüppelwalmdach mit holzverschalten Giebeln gedeckt. Die Putzfassade weist Ecklisenen auf. Dem östlichen Längstrakt ist ein auf Holzstützen ruhendes Bahnsteigdach angegliedert. | BDA-Hist.: Q37807001 Status: Bescheid Stand der BDA-Liste: 2025-06-30 Name: Bahnhof, Aufnahmsgebäude GstNr.: 721/1, 721/6                                                                              |
| ja   | Datei hochladen | Kath. Filialkirche hl. Kreuz (Todesangstkapelle) HERIS-ID: 16066 Objekt-ID: 12320              | bei Kreuzkirchenweg 3 Standort KG: Feistritz im Rosental                    | Die um 1720 errichtete Kirche ist ein schlichter Bau mit vorgestelltem Westturm mit kreuzgratgewölbter Vorhalle. Die Sakristei ist im polygonalen Chorschluss, hinter der gemauerten Altarwand mit Opfergangsportalen. An den Langhauswänden befinden sich Fresken, bezeichnet Otto Kraigher-Mlczoch 1947. Die Seitenaltäre stammen aus dem zweiten Viertel des 18. Jahrhunderts. | BDA-Hist.: Q37806952 Status: § 2a Stand der BDA-Liste: 2025-06-30 Name: Kath. Filialkirche hl. Kreuz (Todesangstkapelle) GstNr.: .65 Filialkirche hl. Kreuz (Todesangstkapelle), Feistritz im Rosental |
| ja   | Datei hochladen | Ehem. Zollwachwohngebäude; Altenwohn- u. Pflegeheim Valentina HERIS-ID: 16071 Objekt-ID: 12325 | Matschacherstraße 90 Standort KG: Feistritz im Rosental                     | Das Gebäude wurde in den Jahren 1923/24 errichtet und ist ein dreigeschoßiger Wohnbau bestehend aus einem tiefen, vierachsigen Hauptgebäude, zwei angeschlossenen an der Südfassade zurückspringenden Seitenflügeln sowie einem westlichen eingeschoßigen Anbau. | BDA-Hist.: Q37807013 Status: Bescheid Stand der BDA-Liste: 2025-06-30 Name: Ehem. Zollwachwohngebäude; Altenwohn- u. Pflegeheim Valentina GstNr.: .137 Zollwachewohngebäude Feistritz im Rosental      |
| ja   | Datei hochladen | Kriegerdenkmal, Franzosenkreuz HERIS-ID: 16067 Objekt-ID: 12321                                | Feistritz im Rosental Standort KG: Feistritz im Rosental                    | Das große eiserne Kreuz auf steinernem Sockel wurde 1834 von Graf Egger aus der letzten Charge des Feistritzer Floßofens gefertigt. Es erinnert an die Gefallenen der Kämpfe gegen die Franzosen im September 1813. | BDA-Hist.: Q37806961 Status: § 2a Stand der BDA-Liste: 2025-06-30 Name: Kriegerdenkmal, Franzosenkreuz GstNr.: 714/8 Franzosenkreuz, Feistritz im Rosental                                             |
| ja   | Datei hochladen | Bildstock HERIS-ID: 16068 Objekt-ID: 12322                                                     | Feistritz im Rosental Standort KG: Feistritz im Rosental                    | | BDA-Hist.: Q37806968 Status: § 2a Stand der BDA-Liste: 2025-06-30 Name: Bildstock GstNr.: 715/8 Bildstock Feistritz im Rosental, Doktor Leopold Jungfer Straße                                         |
| ja   | Datei hochladen | Kath. Pfarrkirche hl. Johannes HERIS-ID: 16082 Objekt-ID: 12337                                | Sankt Johann Standort KG: Gansdorf                                          | Urkundlich 1169 erwähnt; barockes Neuhaus 1762 gewaltiger schlichter, 1759–1762 errichteter Bau mit eingezogenem polygonalem Chor und vorgestelltem barocken West-Turm, bekrönt von Zwiebelhelm mit Laterne. 1996 Außenrestaurierung. Im Osten des Langhauses seitlich je ein oktogonaler Kapellenanbau, der nördlich (vom Vorgängerbau erhalten geblieben) aus dem 17. Jahrhundert, der südlich aus der Bauzeit der Kirche. An drei Seiten offene kreuzgratgewölbte Vorhalle im Turmerdgeschoß. 1997 neues Christophoruswandbild von Z. Weiß. | BDA-Hist.: Q37807237 Status: § 2a Stand der BDA-Liste: 2025-06-30 Name: Kath. Pfarrkirche hl. Johannes GstNr.: .44 Pfarrkirche Hl. Johannes, St. Johann, Feistritz im Rosental                         |
| ja   | Datei hochladen | (Ehem. Pfarr-)Kirche hl. Michael HERIS-ID: 16075 Objekt-ID: 12330                              | Bärental Standort KG: Matschach                                             | Bei der Pfarrkirche Sankt Michael handelt es sich um einen kleinen, einheitlichen Bau des Jahres 1866 (sowohl urkundlich erwähnt als auch am Westportal bezeichnet). Der Außenbau ist mit Lisenen gegliedert und besitzt einen westlichen Dachreiter. Das Langhaus mündet in einen eingezogenen Chor mit Halbkreisschluss (flach gedeckt). Die Fenster des Langhauses sind rundbogig. Der barockisierende Hochaltar stammt aus der Bauzeit. Die Glasluster stammen ebenfalls aus der Mitte des 19. Jahrhunderts. Die volkstümliche Statue des Heiligen Michael wird mit dem 16. Jahrhundert datiert. Die Glocke ist mit der Jahreszahl 1681 bezeichnet. In unmittelbarer Nähe zur Kirche befindet sich das Grabmal von Jörg Haider. | BDA-Hist.: Q37807146 Status: § 2a Stand der BDA-Liste: 2025-06-30 Name: (Ehem. Pfarr-)Kirche hl. Michael GstNr.: .31/5                                                                                 |
| ja   | Datei hochladen | Curatie-Kirche St. Michael in Bärnthal HERIS-ID: 16073 Objekt-ID: 12327                        | Bärental Standort KG: Matschach                                             | Bei der Curatie-Kirche, auch Alt St. Michael genannt, handelt es sich um einen kleinen, quadratischen Bau des 17. oder 18. Jahrhunderts, der früher mit einer Vorlaube versehen war. Der Innenraum ist weist einen Tonnengewölbe mit Stichkappen auf. Das Wandgemälde der Heiligen Dreifaltigkeit ist mit der Jahreszahl 1955 bezeichnet. | BDA-Hist.: Q37807088 Status: § 2a Stand der BDA-Liste: 2025-06-30 Name: Curatie-Kirche St. Michael in Bärnthal GstNr.: .22/3                                                                           |
| ja   | Datei hochladen | Kath. Filialkirche hl. Rupert HERIS-ID: 16080 Objekt-ID: 12335                                 | südlich Matschach 17 Standort KG: Suetschach                                | Die kleine spätgotische Kirche wurde wohl Ende des 14. Jahrhunderts errichtet. Sie hat einen Dachreiter, ein Pyramidendach, eine große offene Vorhalle und ein abgefastes Portal aus dem 16. Jahrhundert. An der Brüstung der Empore befinden sich volkstümliche Prophetendarstellungen aus dem 17. Jahrhundert, die Altäre sind etwa ebenso alt. | BDA-Hist.: Q37807197 Status: § 2a Stand der BDA-Liste: 2025-06-30 Name: Kath. Filialkirche hl. Rupert GstNr.: .90                                                                                      |
| ja   | Datei hochladen | Kath. Pfarrkirche hl. Lambertus HERIS-ID: 16081 Objekt-ID: 12336                               | Suetschach Standort KG: Suetschach                                          | Langhausmauern und Erdgeschoß des (sonst abgetragenen) Chorturms gehen auf eine romanische Chorturmkirche des 13. Jahrhunderts zurück; Langhausgewölbe und gotischer Westturm aus dem 15. Jahrhundert. Der Chor ist mit 1573 bezeichnet. Am Westportal sind noch gotische Beschläge vorhanden. Zur Einrichtung gehören der barocke Hochaltar (Mitte 18. Jahrhundert) und eine spätgotische Apostelfigur aus dem frühen 15. Jahrhundert. | BDA-Hist.: Q37807205 Status: § 2a Stand der BDA-Liste: 2025-06-30 Name: Kath. Pfarrkirche hl. Lambertus GstNr.: .26 Kath. Pfarrkirche hl. Lambertus, Suetschach                                        |
| ja   | Datei hochladen | Schloss Ebenau HERIS-ID: 16084 Objekt-ID: 12339                                                | Weizelsdorf 1 Standort KG: Weizelsdorf                                      | Das Schloss wurde in der 2. Hälfte des 16. Jahrhunderts als herrenhausartiger Renaissancebau errichtet und Ende des 19. Jahrhunderts späthistoristisch umgestaltet. Der zweigeschoßige Bau hat an der Westseite zwei kleine Ecktürme. In Keller und Erdgeschoß befinden sich Gewölberäume aus dem 16. Jahrhundert. | BDA-Hist.: Q2240703 Status: Bescheid Stand der BDA-Liste: 2025-06-30 Name: Schloss Ebenau GstNr.: .154, 1310 Schloss Ebenau                                                                            |